# Oj, svijetla majska zoro
"Oj, svijetla majska zoro" (Tiếng Serbia: „Ој, свијетла мајска зоро”, tạm dịch Tiếng Việt: "Ồ, bình minh rạng rỡ tháng 5") là quốc ca chính thức của Montenegro được thông qua năm 2004. Trước khi trở thành quốc ca, nó là một bài nhạc dân ca nổi tiếng với nhiều biến thể về lời ca. TMột trong những bản lâu đời nhất cho đến nửa sau thế kỷ 19 được biết đến với tên tiếng Anh là "Oh, Bright Dawn of Heroism" (tạm dịch: Ồ, bình minh rạng rở của chủ nghĩa anh hùng), một bài hát dân ca Montengrin nổi tiếng.

## Lời bài hát
Mặc dù là những lời bài hát chính thức, rất nhiều câu thơ được lặp lại để theo sau các thành phần nhịp điệu. Để hát bài hát một cách đúng đắn, bạn phải hát theo các văn bản như sau:
| Ngôn ngữ Montenegrin - Cyrillic | Ngôn ngữ Montenegrin - Latin | Tiếng Việt |
| --- | --- | --- |
| 1.Ој свијетла мајска зороМајко наша Црна ГороСинови смо твог стијењаИ чувари твог поштењаВолимо вас, брда тврдаИ стравичне ваше кланцеКоји никад не познашеСрамотнога ропства ланцеМајко наша Црна Горо2.Ој свијетла мајска зороМајко наша Црна ГороДок ловћенској нашој мислиНаша слога даје крила,Биће горда, биће славнаДомовина наша мила.Ријека ће наших валаУскачући у два мораГлас носити океануДа је вјечна Црна Гора!Глас носити океануДа је вјечна Црна Гора! | 1. Oj svijetla majska zoro Majko naša Crna Goro Sinovi smo tvog stijenja I čuvari tvog poštenja Volimo vas, brda tvrda, I stravične vaše klance Koji nikad ne poznaše Sramotnoga ropstva lance Majko naša Crna Goro 2. Oj svijetla majska zoro Majko naša Crna Goro Dok lovćenskoj našoj misli Naša sloga daje krila Biće gorda, biće slavna Domovina naša mila Rijeka će naših vala Uskačući u dva mora Glas nositi okeanu Da je vječna Crna Gora! Glas nositi okeanu Da je vječna Crna Gora! | 1. Ồ, bình minh rạng rỡ của tháng năm Ồ, bình minh rạng rỡ của tháng năm Montenegro mẹ của chúng ta Chúng ta là những người con sinh ra từ trong đá Và là những người giữ gìn sự trung thực của Người Chúng tôi yêu bạn, những ngọn đồi đá, Và những con dốc hùng vĩ của bạn Những đó chưa bao giờ được biết tới Vì ách nô lệ đáng xấu hổ năm xưa. Montenegro mẹ của chúng tôi 2. Ồ, bình minh rạng rỡ của tháng năm Montenegro mẹ của chúng tôi Sự hiệp nhất của chúng ta mang lại đôi cánh Trở về cội nguồn Lovćen của chúng ta Sẽ là những niềm tự hào, sẽ là những kỷ niệm Quê hương thân yêu của chúng tôi. Một dòng sông với những con sóng, Nhảy vào hai biển, Sẽ có tiếng nói với đại dương, Có thể vĩnh viễn là Montenegro của chúng ta! Sẽ có tiếng nói với đại dương, Có thể vĩnh viễn là Montenegro của chúng ta! |

## Lịch sử

### Phiên bản gốc
Đây là phiên bản lâu đời nhất được biết đến của bài hát, được gọi là: "Oh, Bright Dawn of Heroism, oh!" ("Oj, Junaštva Svjetla Zoro, cha!"). Nó đã được phát hành trước công chúng lần đầu tiên vào năm 1863 tại rạp chiếu phim quốc gia ở Belgrade. Đó là một bài hát thành phần của Trận Grahovo hay là sự thù hằn trong máu ở Montenegro ", và vở nhạc kịch Montenegrin cũng được chơi / hát tại Nhà hát Quốc gia một lần nữa vào năm 1870 và 1876. Bản ghi đầu tiên của nó ở Montenegro vào năm 1887, khi nó được đưa vào chương trình học phổ thông của các bài hát quốc gia Montenegrin cho học sinh lớp 3. Nó được khẳng định lại trong kế hoạch của giáo viên cho các trường Montenegrin năm 1888, rằng nó phải là một bài hát dân gian được sáng tác trong nhiều thập kỷ qua rồi.
| Ngôn ngữ Serbia - Cyrillic | Ngôn ngữ Serbia - Latin | Tiếng Việt |
| --- | --- | --- |
| Ој, јунаштва свјетла зоро, Мајко наша Црна Горо! На твојим се врлетима, Разби сила душманима. Једина си за слободу, Ти остала српском роду. Дат ће Бог и свјета мати Да се једном све поврати! | Oj, junaštva svjetla zoro, Majko naša Crna Goro! Na tvojim se vrletima, Razbi sila dušmanima. Јedinа si zа slobodu, Ti ostаlа srpskom rodu. Dat će Bog i svјetа mаti Da se јednom sve povrаti! | O, sáng bình minh của chủ nghĩa anh hùng, Montenegro mẹ của chúng tôi! Trên núi của bạn, Phá vỡ lực lượng của kẻ thù. Chỉ có bạn vẫn còn đó, Đối với người Serbia giành lại quyền tự do của nó Đức Chúa Trời và Mẹ Maria thánh thiện Mọi thứ sẽ được phục hồi lại! |